# Forn de la Caseta del Bòria
El Forn de la Caseta del Bòria és una obra de Vandellòs i l'Hospitalet de l'Infant (Baix Camp) inclosa a l'Inventari del Patrimoni Arquitectònic de Catalunya.

## Descripció
Estructura arquitectònica de planta quadrangular, bastida amb murs de maçoneria. En l'actualitat es troba parcialment enderrocada i coberta per la vegetació circumdant. Resten en peu parts dels murs que comformaven la cambra de cocció del forn. La coberta solia ser destruïda pels mateixos mestres calciners en el moment d'extracció de la calç.